# لورنزو دگری
لورنزو دگری (انگلیسی: Lorenzo Degeri؛ زادهٔ ۱۳ اکتبر ۱۹۹۲) بازیکن فوتبال اهل ایتالیا است.
از باشگاه‌هایی که در آن بازی کرده‌است می‌توان به باشگاه فوتبال کرمونزه، باشگاه فوتبال اینتر میلان، و باشگاه فوتبال ارورا پرو پاتریا ۱۹۱۹ اشاره کرد.
وی همچنین در تیم‌های ملی فوتبال Italy Lega Pro representative teams و Italy at the 2013 Summer Universiade بازی کرده‌است.